# Josef Chloupek
Josef Chloupek (* 22. April 1908; † 11. Januar 1974) war ein österreichischer Fußballspieler, der während der Zeit des Wunderteams im Nationalteam zum Einsatz kam.

## Karriere
Der gelernte Schlosser Chloupek begann seine Laufbahn beim Floridsdorfer AC, wo er im Jänner 1927 sein Debüt in der I. Liga gab und sich rasch einen Stammplatz als Außenläufer erobern konnte. Die Mannschaft rund um Karl Humenberger und Karl Jiszda konnte sich in den folgenden Jahren regelmäßig im gesicherten Mittelfeld der Tabelle behaupten und 1928 das Halbfinale im ÖFB-Cup erreichen.
Im April 1928 wurde Chloupek erstmals in der Nationalmannschaft eingesetzt, als die Österreicher gegen die Tschechoslowakei in Wien 0:1 unterlagen. In den folgenden Jahren kam der Floridsdorfer auf Grund der starken Konkurrenz auf der rechten Läuferposition allerdings nur mehr im B-Nationalteam und der Wiener Stadtauswahl zum Einsatz, wobei ein Repräsentativspiel im Juli 1931 gegen die Schweiz in den 1970er Jahren noch zu einem offiziellen Länderspiel erklärt wurde. Dadurch kam Chloupek in den heutigen Statistiken sogar zu einem Einsatz in der Wunderteam-Ära.
Ende 1931 verließ er Österreich und wechselte gemeinsam mit Humenberger zum FC Zürich in die Schweiz, wo er in den nächsten Jahren auch noch für den FC Lugano sowie den FC Basel tätig war. 1934 holte ihn der österreichische Trainer Vinzenz Dittrich zu Olympique Marseille, wo er eine Saison lang gemeinsam mit József Eisenhoffer und Vilmos Kohut spielte, ehe er nach Österreich zurückkehrte. Dort war er zu Beginn der Saison 1935/36 kurzzeitig für seinen Stammklub FAC tätig, wechselte aber bereits nach wenigen Wochen zum Wiener Sport-Club, wo er 1938 seine Profikarriere auch beendete. Danach war er noch als Spielertrainer beim SK Dürnkrut tätig und führte den niederösterreichischen Amateurverein zum Meistertitel in der 1. Klasse Nord.

## Erfolge
- Halbfinale ÖFB-Cup: 1928
- 2 Spiele für die österreichische Fußballnationalmannschaft 1928 und 1931

| Personendaten    | Personendaten                   |
| ---------------- | ------------------------------- |
| NAME             | Chloupek, Josef                 |
| KURZBESCHREIBUNG | österreichischer Fußballspieler |
| GEBURTSDATUM     | 22. April 1908                  |
| STERBEDATUM      | nach 1939                       |